# Бічева
Біче́ва (рос. Бичевая) — село у складі району імені Лазо Хабаровського краю, Росія. Адміністративний центр Бічевського сільського поселення.

## Населення
Населення — 1509 осіб (2010; 1778 у 2002).
Національний склад (станом на 2002 рік):
- росіяни — 89 %